# 法勝寺町
法勝寺町（ほっしょうじまち）は、鳥取県米子市の町名。郵便番号は683-0063。

## 地理
米子市の中央部、米子市街地の中心部。

## 歴史
江戸期は米子城下十八町の1町で、町人地だった。町禄（町の専売権）としては唐津物、古物商が許された。1889年（明治22年）に米子町、1927年（昭和2年）から米子市に所属する。
2024年（令和6年）11月26日に住宅火災が発生、木造2階建ての民家6棟を全焼して27日午前3時19分ごろ鎮火した。

## 区長
法勝寺区長は以下の通り。
- 1889年中当選 糸井重平[4]
- 1893年中当選 三島虎次郎、糸井重平[4]
- 1895年中当選 田中利兵衛[4]
- 1897年中当選 茅野吉蔵[4]
- 1905年中当選 槇田文次郎[4]
- 1907年中当選 石賀善五郎[4]
- 1912年中当選 田中庄次郎[4]
- 1915年中当選 槇野安三郎[4]
- 1916年中当選 平野猪三郎[4]
- 1920年中当選 高橋秀治[4]
- 1924年中当選 永見吉平[4]
- 1927年中当選 宮倉政一[4]
- 1931年中当選 宮倉政一[4]
- 1935年中当選 宮倉政一[4]
- 1936年中当選 石賀常一[4]

## 経済

### 産業
かつて存在した商工業者は古着木綿商の田中、薬種商の高橋（神霊丹本舗、増屋）、醤油醸造の野波、各国諸紙類・和漢洋書籍販売商の亀井（弘文堂）、漆器・陶器・仏具商の石賀、陶器・漆器商の問、陶器・漆器卸小売商の湯原、呉服太物商並に代弁業の野坂、呉服商の松田、田中、鎌田、呉服太物商の糸井、呉服洋反物並に洋傘商の永見、欧米雑貨商の近藤、和洋紙・文具・小間物・足袋・煙草商の光木、乾物・干魚・株式仲介の宮倉、鞄、馬具販売の近藤、煙草製造商の倉敷、メッキ商の倉敷などがいた。
店舗・企業
- 油屋書店
- DARAZコミュニティ放送
- 永見（呉服事業、宝飾事業、着付教室の運営、フォトスタジオ事業、オーダースーツ事業）[15]
- 平野屋呉服店[8]

かつて存在した金融機関
- 山陰実業銀行
- 中国貯蓄銀行

## 人口
世帯数・人口は1955年（昭和30年）、109世帯・541人。1965年（昭和40年）、98世帯・421人。1975年（昭和50年）、90世帯・308人。
2024年（令和6年）8月31日現在は65世帯・117人。

## 地域

### 施設
- 西念寺（真宗大谷派）

### 相談
かつて存在した弁護士
- 網代岩二郎[17]

### 名所・旧跡
- 石賀本店土蔵（国登録有形文化財） - 石賀家は、約400年前に米子城下に移り住み、古着や陶器、漆器、仏具など幅広い商いをしてきた老舗である[18]。土蔵は1891年の建築で、南北に細長い敷地の南側に建ち、米子城の外堀に面していた[18]。

## 出身人物
- 倉敷岩太郎[19]（煙草製造商[13]） - 学習院名誉教授倉敷福太郎の養父[20]。
- 倉敷熊次郎（判事、弁護士）
- 野坂茂三郎[6][21]（名望家[22]、中国貯蓄銀行頭取[23]、衆議院議員、油屋、呉服商、人参製造、米綿仲買商、大地主[注 1]）
- 野坂寛治（米子市長） - 野坂茂三郎の長男[23]。
- 野坂吉五郎（中国興業銀行常務取締役、中国貯蓄銀行取締役[25]、地主） - 野坂茂三郎の弟。野坂康久の養父[25]。米子市長野坂康夫の曽祖父。
- 野坂康二（ゼオライト工業社長） - 野坂茂三郎、野坂吉五郎の弟[25]。
- 野波治平太（鳥取県多額納税者、醤油醸造業、野波商店経営主[26]）
- 野波令蔵[27]（鳥取県会議員、米子町会議員、紺屋、醤油醸造業、野波商店経営主、地主）